# Натан Зезе
Натан Зезе (фр. Nathan Zézé, нар. 18 червня 2005, Нант, Франція) — французький футболіст, центральний захисник клубу «Нант».

## Ігрова кар'єра

### Клубна
Натан Зезе народився у Нанті і є вихованцем футбольної академії місцевого однойменного клубу, до якої він приєднався у 2013 році. Своєю грою Зезе заслужив право бути капітаном юнацьких команд «Нанта».
7 січня 2023 року у матчі Кубка Франції Зезе дебютував на професійному рівні. 15 січня 2023 року у віці 17 років і 7 місяців Натан зіграв свій перший матч в чемпіонаті країни, коли вийшов у стартовому складі на матч проти «Монпельє». В червні 2023 року Зезе підписав з клубом свій перший професійний контракт до літа 2026 року.
У березні 2024 року футболіст продовжив дію контракту з клубом до червня 2028 року.

### Збірна
З 2017 року Натан зезе виступав за юнацькі збірні Франції.
У вересні 2024 року футболіст дебютував у складі молодіжної збірної Франції.